# Clásica Alcobendas
De Clásica Alcobendas was een driedaagse wielerronde die jaarlijks in mei in Spanje werd verreden. De eerste editie in 1984 werd gewonnen door de Belg Alain De Vuyst. De koers had een classificatie van 2.1 in de UCI Europe Tour.

## Lijst van winnaars

### Meervoudige winnaars
| Overwinningen | Renner                | Land   | Jaren      |
| ------------- | --------------------- | ------ | ---------- |
| 2             | Kiko García           | Spanje | 1989, 1992 |
| 2             | Juan Carlos Domínguez | Spanje | 1998, 1999 |
| 2             | Abraham Olano         | Spanje | 1994, 2001 |

### Overwinningen per land
| Overwinningen | Land                             |
| ------------- | -------------------------------- |
| 12            | Spanje                           |
| 2             | Frankrijk, Italië, Rusland, Cuba |
| 1             | Australië, Tsjechië, België      |